# Kiss Me, Oh Kiss Me
Kiss Me, Oh Kiss Me es el tercer videoclip del álbum Dreams in Colour del cantante portugués David Fonseca. Fue estrenado a través de su blog el 3 de mayo de 2008 (a las 10:47 horas, en Portugal).

## Créditos
- Fotografía: Paulo Segadães
- Posproducción: Filipe Monteiro
- Realización: David Fonseca